# Бањоло Сан Вито
Бањоло Сан Вито (итал. Bagnolo San Vito) је насеље у Италији у округу Мантова, региону Ломбардија.
Према процени из 2011. у насељу је живело 1991 становника. Насеље се налази на надморској висини од 19 м.

## Становништво
Према резултатима пописа становништва 2011. у општини је живело 5.874 становника.
| 1931. | 1936. | 1951. | 1961. | 1971. | 1981. | 1991. | 2001. | 2011. |
| ----- | ----- | ----- | ----- | ----- | ----- | ----- | ----- | ----- |
| 7.259 | 7.278 | 6.963 | 6.194 | 5.618 | 5.304 | 5.254 | 5.432 | 5.874 |